# 안전도
안전도(electrooculography, EOG)는 각막과 망막간 전위를 측정하는 기술이다. 그 결과 발생하는 신호를 안전위도(electrooculogram)라고 한다. 안과 진단과 눈의 움직임을 기록할 때 주로 사용된다. 망막전위도(ERG)와 달리 EOG는 개별 시각 자극에 대한 반응을 측정하지는 않는다.
눈의 움직임을 측정하기 위해 일반적으로 눈 위아래 또는 눈의 좌우에 전극 쌍을 배치한다. 눈의 위아래에 배치한 전극으로부터 얻어지는 정보는 VEOG (vertical - ), 눈의 좌우에 배치한 전극으로부터 얻어지는 정보는 HEOG (horizontal -)이라고 한다.
뇌전도는 두피에 배치한 전극으로부터 얻어지기 때문에 머리의 근육의 움직임에서 발생하는 물리적 노이즈와 함께 근전도의 변화에서 얻어지는 아티팩트(artifact)도 발생한다. 이렇게 눈의 움직임에서 발생하는 노이즈를 EOG를 통해 제거할 수 있다.
눈이 중심 위치에서 두 전극 중 하나를 향해 움직이면 그 방향의 전극은 망막의 양전위 영역을 보고 반대 전극은 망막의 음전위 영역을 본게 되어 결과적으로 전극들 사이에 전위차가 발생한다. 정지 전위가 일정하다고 가정하면 기록된 전위로 보는 방향을 알 수 있다.

## 같이 보기
- 안구진탕증

## 참고 문헌
- Brown, M., Marmor, M. and Vaegan, ISCEV Standard for Clinical Electro-oculography (EOG) (2006), in: Documenta Ophthalmologica, 113:3(205—212)
- Bulling, A. et al.: It's in Your Eyes - Towards Context-Awareness and Mobile HCI Using Wearable EOG Goggles, Proc. of the 10th International Conference on Ubiquitous Computing (UbiComp 2008), pages 84–93, ACM Press, 2008
- Bulling, A. et al.: Robust Recognition of Reading Activity in Transit Using Wearable Electrooculography, Proc. of the 6th International Conference on Pervasive Computing (Pervasive 2008), pages 19–37, Springer, 2008
- Bulling, A. et al.: Wearable EOG goggles: Seamless sensing and context-awareness in everyday environments, Journal of Ambient Intelligence and Smart Environments, 1(2):157-171, 2009
- Bulling, A. et al.: Eye Movement Analysis for Activity Recognition Using Electrooculography, IEEE Transactions on Pattern Analysis and Machine Intelligence, in press
- Bulling, A. et al.: Eye Movement Analysis for Activity Recognition, International Conference on Ubiquitous Computing (UbiComp 2009), pages 41–50, ACM Press, 2009.